# Raphaël Élizé
Raphaël Élizé (* 4. Februar 1891 in Le Lamentin auf Martinique; † 9. Februar 1945 in Weimar) war der erste schwarze Bürgermeister in Frankreich und ein Widerstandskämpfer der Résistance.

## Leben

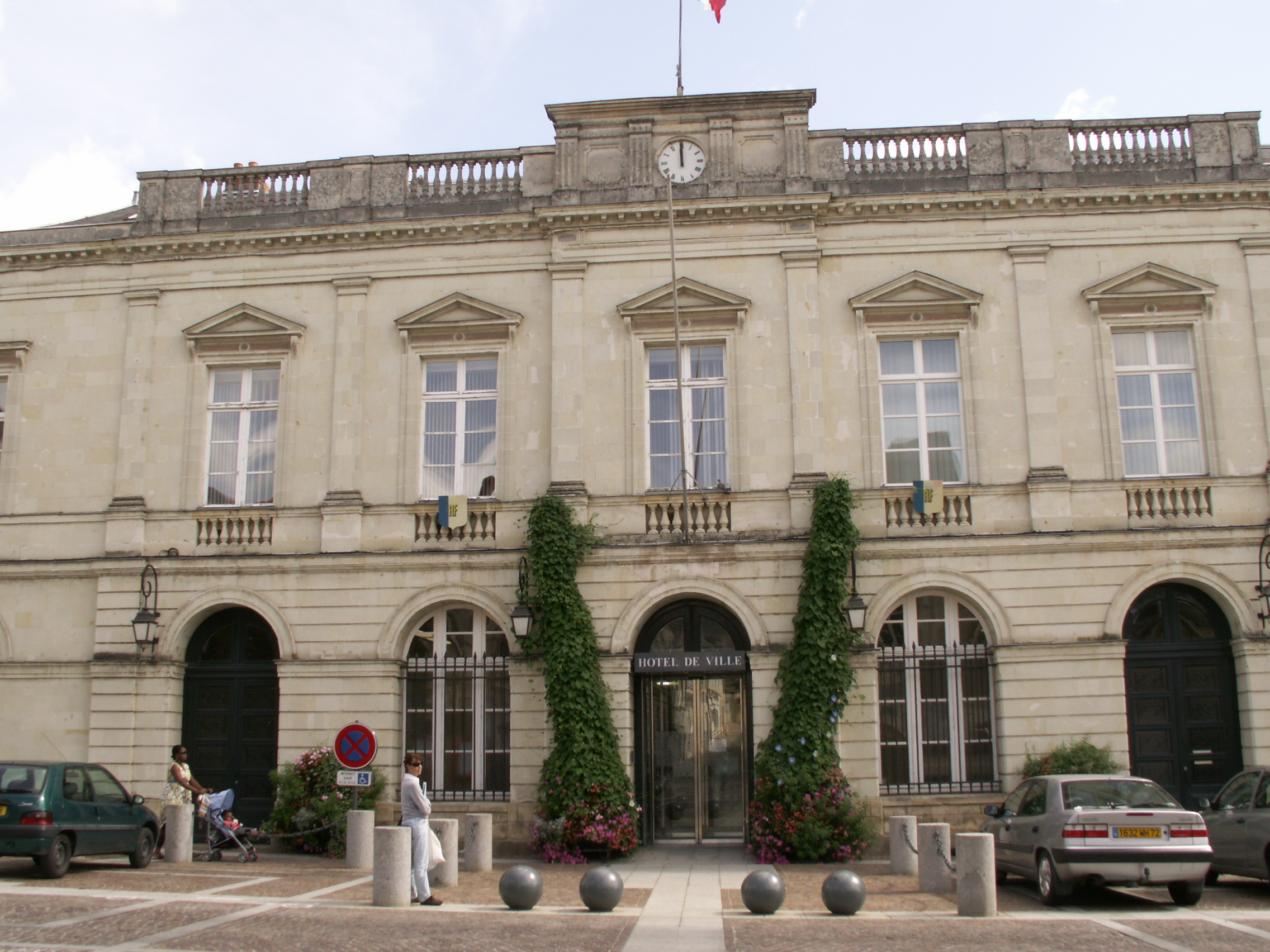
place R. Élizé vor dem Rathaus von Sablé-sur-Sarthe

Élizé verließ Martinique zusammen mit seinen Eltern als Elfjähriger kurz nach dem Ausbruch der Montagne Pelée 1902. 1910 begann er ein Studium an der École nationale vétérinaire de Lyon, das er im Juli 1914 mit einem Diplom abschloss. Mit Beginn des Ersten Weltkriegs wurde er als Veterinärmediziner zu den französischen Kolonialtruppen rekrutiert. Für seine Verdienste wurde er mit dem Croix de guerre ausgezeichnet.
1924 wurde er Mitglied der SFIO und engagierte sich in der Lokalpolitik in Sablé-sur-Sarthe, wo er 1929 zum Bürgermeister gewählt wurde.
Nach der Besetzung Frankreichs durch die Wehrmacht beteiligte sich Élizé am Widerstandskampf.
Im September 1943 wurde er denunziert und verhaftet. Er verbrachte mehrere Monate im Gefängnis von Angers und im KZ Royallieu. Am 19. Januar 1944 wurde er ins KZ Buchenwald deportiert und kam dort am 9. Februar 1945 zu Tode, nachdem er bei einem alliierten Luftangriff auf das KZ-Außenlager Gustloff-Weimar schwer verwundet worden war.

## Ehrungen
Am 16. Oktober 1945 wurde der Platz vor dem Rathaus in Sablé-sur-Sarthe nach ihm benannt.